# Balatjanka
Balatjanka (vitryska: Балачанка) är ett vattendrag i Belarus. Det ligger i den centrala delen av landet, 70 kilometer sydost om huvudstaden Minsk.
I omgivningarna runt Balatjanka växer i huvudsak blandskog. Runt Balatjanka är det ganska glesbefolkat, med 32 invånare per kvadratkilometer.